# NGC 7699
NGC 7699 é uma galáxia espiral (Sa) localizada na direcção da constelação de Pisces. Possui uma declinação de -02° 54' 00" e uma ascensão recta de 23 horas, 34 minutos e 27,0 segundos.
A galáxia NGC 7699 foi descoberta em 18 de Novembro de 1864 por Albert Marth.